# Ochthebius capicola
Ochthebius capicola es una especie de escarabajo del género Ochthebius, familia Hydraenidae. Fue descrita científicamente por Péringuey en 1892.
Se distribuye por la costa oeste de Sudáfrica, en Ciudad del Cabo. Mide 2,28 milímetros de longitud.